# Đội tuyển Davis Cup Colombia
Đội tuyển Davis Cup Colombia đại diện Colombia ở giải đấu quần vợt Davis Cup và được quản lý bởi Liên đoàn quần vợt Colombia.
Colombia hiện tại thi đấu ở Nhóm I khu vực châu Mỹ và chưa bao giờ tham gia Nhóm Thế giới.

## Lịch sử
Colombia lần đầu tiên tham gia Davis Cup vào năm 1959.

## Đội hình hiện tại (2018)
- Daniel Elahi Galán
- Alejandro González
- Juan Sebastián Cabal
- Robert Farah